# Vřesoviště Bílová
Vřesoviště Bílová je přírodní památka na území obce Rajnochovice v okrese Kroměříž. Lokalita je v péči Krajského úřadu Zlínského kraje.

## Předmět ochrany
Důvodem ochrany je ojedinělé vřesoviště v Hostýnských vrších.